# Barnaby Metschurat
Barnaby Metschurat (Berlino, 22 settembre 1974) è un attore tedesco, attivo in campo cinematografico e televisivo a partire dalla metà degli anni novanta.
Complessivamente, tra cinema e televisione, ha partecipato ad oltre una quarantina di differenti produzioni.
Tra i suoi ruoli principali figurano quello di Kaspar Riedel nella serie televisiva Buongiorno professore!  (1994-1995), quello di Tobias nel film L'appartamento spagnolo (2002), quello di Gigi nel film  Solino (2002), quello di Joachim Hauser nel film Anatomy 2 (Anatomie 2, 2003) e quello di Leo Falkenstein nella serie TV KDD - Kriminaldauerdienst (2007-2010). È inoltre apparso come guest star in serie televisive quali Tatort, Soko 5113, Countdown, Un caso per due, Il commissario Herzog, ecc.

## Filmografia parziale

### Cinema
- Otomo (1999) - ruolo: Rolf
- L'appartamento spagnolo (2002) - Tobias
- Solino (2002) -  Gigi
- Anatomy 2 (Anatomie 2), regia di Stefan Ruzowitzky (2003) - Joachim Hauser
- Meine Eltern (2004) - Julian
- Sugar Orange (2004)
- Bambole russe (Les poupées russes, 2005) - Tobias
- Fair Trade (2006) - Nico
- A tes amours (2007) - Niels
- Hakenland (2008)
- Schläft ein Lied in allen Dingen (2009)
- Satte Farben vor Schwarz (2010)
- Bambule (2010) - Tim
- Fliegende Fische müssen ins Meer (2011) - Eduardo
- Race - Il colore della vittoria (Race), regia di Stephen Hopkins (2016)

### Televisione
- Buongiorno professore! - serie TV, 16 episodi (1994-1995) - ruolo: Kaspar Riedel
- Ein Bayer auf Rügen - serie TV, 1 episodio (1997)
- Das vergessene Leben - film TV (1998)
- L'isola della vendetta (Das Mädcheninternat - Deine Schreie wird niemand hören) - film TV (2001)
- Echte Männer?  film TV (2003) - Peter Krieger
- Tatort - serie TV, 1 episodio (2005)
- Die Hochzeit meines Vaters - film TV (2006) - Philipp Heine
- Soko 5113 - serie TV, 1 episodio (2007)
- KDD - Kriminaldauerdienst - serie TV, 28 episodi (2007-2010) - Leo Falkenstein
- Krupp - Eine deutsche Familie - serie TV, 1 episodio (2009)
- 2030 - Aufstand der Jungen - film TV (2010) - Tim Burdenski
- Stolberg - serie TV, 1 episodio (2010)
- Familiengeheimnisse - Liebe, Schuld und Tod - film TV (2011)
- Countdown (Countdown - Die Jagd beginnt) - serie TV, 1 episodio (2011) - Comm. Capo Jürgen Kaspar
- Un caso per due - serie TV, 1 episodio (2012)
- Tatort - serie TV,1 episodio (2012)
- Il commissario Herzog (Der Alte) - serie TV, 1 episodio (2012)
- Soko 5113 - serie TV, 1 episodio (2007)
- Tatort - serie TV,1 episodio (2012)
- Ostfrieslandkrimis - serie TV, 7+ episodi (2017-...)
- Greek Salad (Salade grecque), regia di Cédric Klapisch - serie TV (2023)

## Premi & riconoscimenti
- 2003: Bayerischer Filmpreis come miglior attore emergente per Solino e Anatomy 2[3]